# Raphionacme madiensis
Raphionacme madiensis är en oleanderväxtart som beskrevs av Spencer Le Marchant Moore. Raphionacme madiensis ingår i släktet Raphionacme och familjen oleanderväxter. Inga underarter finns listade i Catalogue of Life.